# Pharmakina
Pharmakina ist ein pharmazeutisches Unternehmen in Bukavu, Demokratische Republik Kongo. Hauptprodukt ist das Malariamedikament Chinin.

## Geschichte des Unternehmens
1942 wird das Unternehmen Congo-Kina durch einen Zusammenschluss von mehreren Anbauern des Chiningrundstoffs Chinarinde gegründet. 1956 wird das Unternehmen von einer deutsch-belgischen Investorengruppe übernommen und in Pharmakina umbenannt. 1961 wird Pharmakina vom deutschen Pharmakonzern Boehringer Mannheim übernommen. 1998 wird Boehringer Mannheim von der Schweizer Firma Hoffmann-La Roche gekauft. Hoffmann La Roche hat kein strategisches Interesse an Pharmakina und möchte das Unternehmen schließen. Im Rahmen eines Management-Buy-outs übernehmen der Deutsche Horst Gebbers und der Franzose Etienne Erny – beide bisher leitende Angestellte bei Pharmakina – das Unternehmen. Aus Mangel an Finanzmitteln für Investitionen wenden sich die neuen Eigentümer an die Mannheimer Unternehmerfamilie Engelhorn, die ehemaligen Besitzer von Boehringer Mannheim, die daraufhin einen 20-Prozent-Anteil an Pharmakina übernehmen.

## Produkte

### Chinin
Pharmakina besitzt 1200 Hektar Anbaufläche für Chinarinde und kauft zur eigenen Ernte noch einmal die doppelte Menge an Chinarinde von Kleinbauern aus den Provinzen Kivu hinzu. Das Unternehmen erreicht bei der Chininproduktion einen Weltmarktanteil von etwa 30–35 % und ist damit Weltmarktführer. Pharmakina produziert Chinin nicht nur für die pharmazeutische Industrie, sondern ist auch der Chinin-Lieferant des Englischen Unternehmens Fever-Tree und gelegentlich  des Getränkekonzerns Schweppes, die Chinin als bitteren Nahrungsmittelzusatz zur Erfrischungsgetränkeherstellung benutzen.

### Afri-Vir
Im Juli 2005 hat Pharmakina als erstes Unternehmen in Afrika damit begonnen, ein antiretrovirales Kombinationspräparat gegen AIDS herzustellen. Das Afri-Vir genannte Medikament enthält die Wirkstoffe Stavudin, Lamivudin und Nevirapin. Mittlerweile hat Pharmakina die Herstellung der ARVs eingestellt.

## Wirtschaftliche Bedeutung
Pharmakina ist mit 800 Festangestellten und 1200 Saisonarbeitern der größte private Arbeitgeber im Ostkongo. 